# 트리텔레돈
트리텔레돈(Tritheledon)은 쥐라기 초기에 살았던 멸종된 키노돈트이다. 트리텔렏돈의 화석은 남아프리카의 엘리오트 지층(Elliot Formation)에서 발견되었다. 모든 키노돈트와 마찬가지로 포유류와 공유되는 특징을 가지고 있었다. 트리텔레돈은 아마도 곤충을 먹는 식충성이었을 것이고 야행성이었을 것이다.